# Azenaide Carlos
Azenaide Danila José Carlos ou Zizica (14 de julho de 1990) é uma handebolista angolana.

## Carreira
Azenaide Carlos representou a Seleção Angolana de Handebol Feminino nos Jogos Olímpicos de Verão de 2016, que chegou as quartas-de-finais.